# Christian Gottlob Wilke
|  | Per a altres significats, vegeu «Christian Gottlob Friedrich Wilke». |

Christian Gottlob Wilke   (Zeitz, 13 de maig de 1786 - Würzburg, 10 de novembre de 1854) fou un teòleg protestant alemany.
Pertany a el corrent de l'antiga recerca del Jesús històric iniciada per Hermann Samuel Reimarus. La tradició cristiana havia establert que l'evangeli més antic era el de Mateu. Fins i tot s'havia afirmat que l'evangeli segons Marc era un resum dels evangelis de Mateu i Lluc. Weisse i Wilke, de manera independent, en el 1838 van esbrinar que l'evangeli de Marc no era un resum de Mateu i Lluc, sinó que era anterior a ells i els va servir de font. A més, Weisse va establir la teoria de què existia una font comuna a Mateu i Lluc. Johannes Weiss, en 1890, anomenà amb la lletra Q a aquesta font (de Quelle que significa font en alemany). sorgeix així la teoria de les dues fonts: La Font Q i l'Evangeli segons Marc.

## Obres
- Der Evangelist, oder exegetische-kritische Untersuchung über das Verwandtsverhältnis der drei ersten Evangelien, Dresden/Leipzig 1838
- Die neutestamentliche Rhetorik : ein Seitenstück zur Grammatik des neutestamentlichen Sprachidioms.- Dresden (usw.): Arnold, 1843
- Die dreiköpfige Schlange, die nach der Kirche sticht : eine ernste Warnung an die Freunde und Feinde der Kirche mit Hinsicht auf das Votum des Hrn ... K. G. Bretschneider in Gotha. Leipzig: Jackowitz, 1845
- Die Frage: Kann ein protestantischer Christ mit gutem Gewissen zur römischkatholischen Kirche übertreten? : Freimüthig und gewissenhaft beantwortet von einem protestantischen Theologen. Regensburg: Manz, 1845
- Anleitung die Schriften des neuen Testaments auszulegen und zu erklären, etc. Dresden & Leipzig, 1845
- Clavis Novi Testamenti philologica : usibus scholarum et iuvenum theologiae studiosorum accommodata. Dresden 1841 (Arnold), 2 Bde.
- Biblische Hermeneutik : nach kath. Grundsätzen in streng systemat., ed. Romae 1844. Würzburg: Stahel, 1853
- Lexicon graeco-latinum in libros Novi Testamenti : usibus scholarum et iuvenum s. theologiae catholicae studiosorum accommodatum. Regensburg 1858